# Leichtathletik-Weltmeisterschaften der Behinderten 2019/Teilnehmer (Flüchtlingsteam)
| stlisierte Goldmedaille | stlisierte Silbermedaille | stlisierte Bronzemedaille |
| ----------------------- | ------------------------- | ------------------------- |
| —                       | —                         | —                         |

Das Flüchtlingsteam (englisch Refugee Para(lympic) Team (RPT)) der Leichtathletik-Weltmeisterschaften der Behinderten 2019 besteht aus einem Athleten, dem im Iran mit Zerebralparese geborenen Shahrad Nasajpour. Mangels der Unterstützung durch ein Nationales Paralympisches Komitee, muss der Sportler alles selbst organisieren, wird aber von einem Sportartikelhersteller gesponsert.

## Ergebnisse

### Männer
| Athlet            | Wettbewerb      | Vorlauf / Vorkampf | Vorlauf / Vorkampf | Halbfinale   | Halbfinale | Finale       | Finale |
| Athlet            | Wettbewerb      | Zeit / Weite       | Rang               | Zeit / Weite | Rang       | Zeit / Weite | Rang   |
| ----------------- | --------------- | ------------------ | ------------------ | ------------ | ---------- | ------------ | ------ |
| Shahrad Nasajpour | Kugelstoßen F37 | –                  | –                  | –            | –          | NM           | –      |
| Shahrad Nasajpour | Diskuswurf F37  | –                  | –                  | –            | –          | 46,30 m PB   | 7      |